# 12044 Фаббрі
12044 Фаббрі  (12044 Fabbri) — астероїд головного поясу, відкритий 29 березня 1997 року.
Тіссеранів параметр щодо Юпітера — 3,364.